# Mont Chocolat
Le mont Chocolat est une montagne située à Saint-Philémon, dans la municipalité régionale de comté (MRC) de Bellechasse, dans la région administrative de Chaudière-Appalaches, au Québec (Canada).

## Toponymie
Le nom de cette montagne vient de sa forme ressemblant aux chocolats fourrés aux cerises. Le toponyme « Chocolat » a été officialisé le 16 mars 2004 à la Banque de noms de lieux de la Commission de toponymie du Québec.

## Géographie
Situé dans les monts Notre-Dame au sud du fleuve Saint-Laurent, le mont Chocolat a une altitude de 717 m et fait partie du massif du Sud. Il fait également partie du secteur nord-ouest du parc régional du Massif-du-Sud.

## Activités
Selon la carte des sentiers, le mont Chocolat offre une piste de randonnée pédestre en boucle d'une longueur de 3,7 km avec un dénivelé de 267 m, soit une durée d'environ deux heures pour un randonneur expert ou de 3 h 30 (incluant le dîner) pour un randonneur de type intermédiaire.
L'ascension de la montagne offre un panorama sur la vallée, en particulier dans le segment du sentier des palissades lequel longe des parois rocheuses d’environ 50 m de hauteur. Un belvédère est aménagé au sommet. Un segment du sentier longe la rivière et traverse une érablière.
Le parcours des sentiers de 10 km (altitude minimale de 474 m et maximale de 666 m) et de 21 km (altitude minimale de 474 m et maximale de 917 m) du trail du massif du Sud passe par le mont Chocolat. Des excursions sont organisées de nuit en groupe en compagnie d'un guide.